# 19300 Xinglong
19300 Xinglong este o planetă minoră (asteroid), cu un diametru de 4,253 km, din centura de asteroizi. A fost descoperită pe 18 septembrie 1996 la Xinglong Station⁠(d) de Beijing Schmidt CCD Asteroid Program⁠(d) și a fost numită după Xinglong County⁠(d). 
Obiectul prezintă o orbită caracterizată de o semiaxă mare de 2,2961867 UAi, o excentricitate de 0,06, o înclinație de 7,95407 ° în raport cu ecliptica.